# Musikjahr 1880
Liste der Musikjahre

◄◄ | ◄ | 1876 | 1877 | 1878 | 1879 | Musikjahr 1880 | 1881 | 1882 | 1883 | 1884 | ► | ►►

Weitere Ereignisse
Dieser Artikel behandelt das Musikjahr 1880.

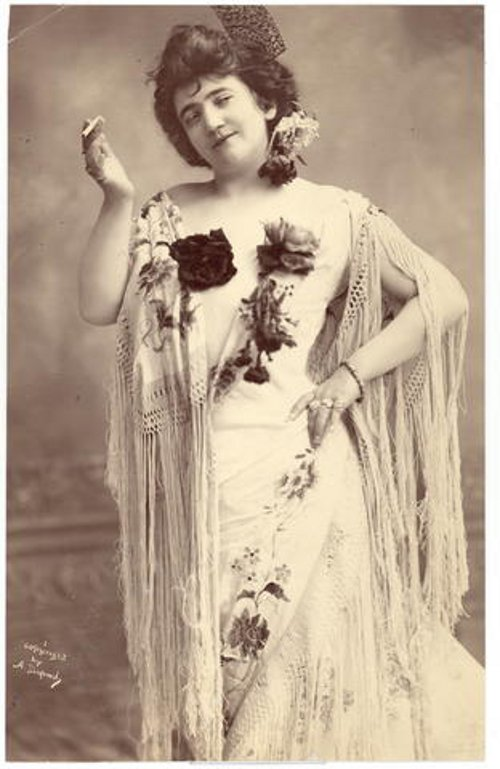
Bild der französischen Sopranistin/Mezzosopranistin Emma Calvé als Carmen in der gleichnamigen Oper von Georges Bizet (1880).

## Ereignisse
- 20. Oktober: Die vom Berliner Architekten Richard Lucae entworfene Oper in Frankfurt am Main wird in Anwesenheit von Kaiser Wilhelm I. mit Mozarts Oper Don Giovanni eröffnet. Gleichzeitig wird der die heutige Alte Oper umgebende Platz in Opernplatz umbenannt.

### Instrumentalmusik
- 17. Januar: Uraufführung des Klavierquintetts in f-Moll von César Franck
- 21. März: Im Rahmen der von Jules Pasdeloup veranstalteten Concerts populaires findet die Uraufführung der L’Arlésienne-Suite Nr. 2 statt. Ernest Guiraud erstellte die Suite unter Rückgriff auf Themen und Passagen der Bühnenmusik L’Arlésienne von Georges Bizet nach dessen Tod.
- Giovanni Bottesini: Gran Duo Concertante für zwei Kontrabässe und Orchester A-moll
- Johannes Brahms: Akademische Festouvertüre op. 80;  Tragische Ouvertüre op. 81, Uraufführung am 26. Dezember; Zwei Rhapsodien op. 79; Ungarische Tänze (Veröffentlichung des zweiten Teils)
- Max Bruch: Kol Nidrei für Violoncello und Orchester op. 47
- Antonín Dvořák: Sonate F-Dur Für Violine und Klavier op. 57; Walzer op. 54 (Klavier); Eklogen op. 56 (Klavier); Albumblätter (Klavier); Sechs Klavierstücke op. 52
- Edvard Grieg: Norwegische Tänze für Klavier zu vier Händen op. 35
- Nikolai Andrejewitsch Rimski-Korsakow: Skaska (Märchen) op. 29
- Camille Saint-Saëns: Violinkonzert Nr. 3 h-Moll op. 61 (Uraufführung: 15, Oktober), Septett op. 65, (Uraufführung: Preambule am 6. Januar, ganzes Werk am 28. Dezember)
- Johann Strauss (Sohn): Rosen aus dem Süden (Walzer) op. 388 (Uraufführung 7. November 1880); Gavotte der Königin op. 391; Ins Centrum (Walzer) op. 387; Burschenwanderung (Polka) op. 389
- Pjotr Iljitsch Tschaikowski: Capriccio Italien op. 45;  Serenade für Streicher in C-Dur op. 48; Ouvertüre 1812 fertiggestellt 1880 uraufgeführt 1882; Sechs Duette op. 46; Sieben Romanzen op. 47
- Charles-Marie Widor: La Korrigane – Suite d’orchestre

### Vokalmusik
- Antonín Dvořák: Zigeunermelodien op. 55, darin: Als die alte Mutter sang
- Gustav Mahler: Drei Lieder für Tenorstimme und Klavier
- Giuseppe Verdi: Pater noster für fünfstimmigen Chor; Ave Maria für Sopran und Streichquartett

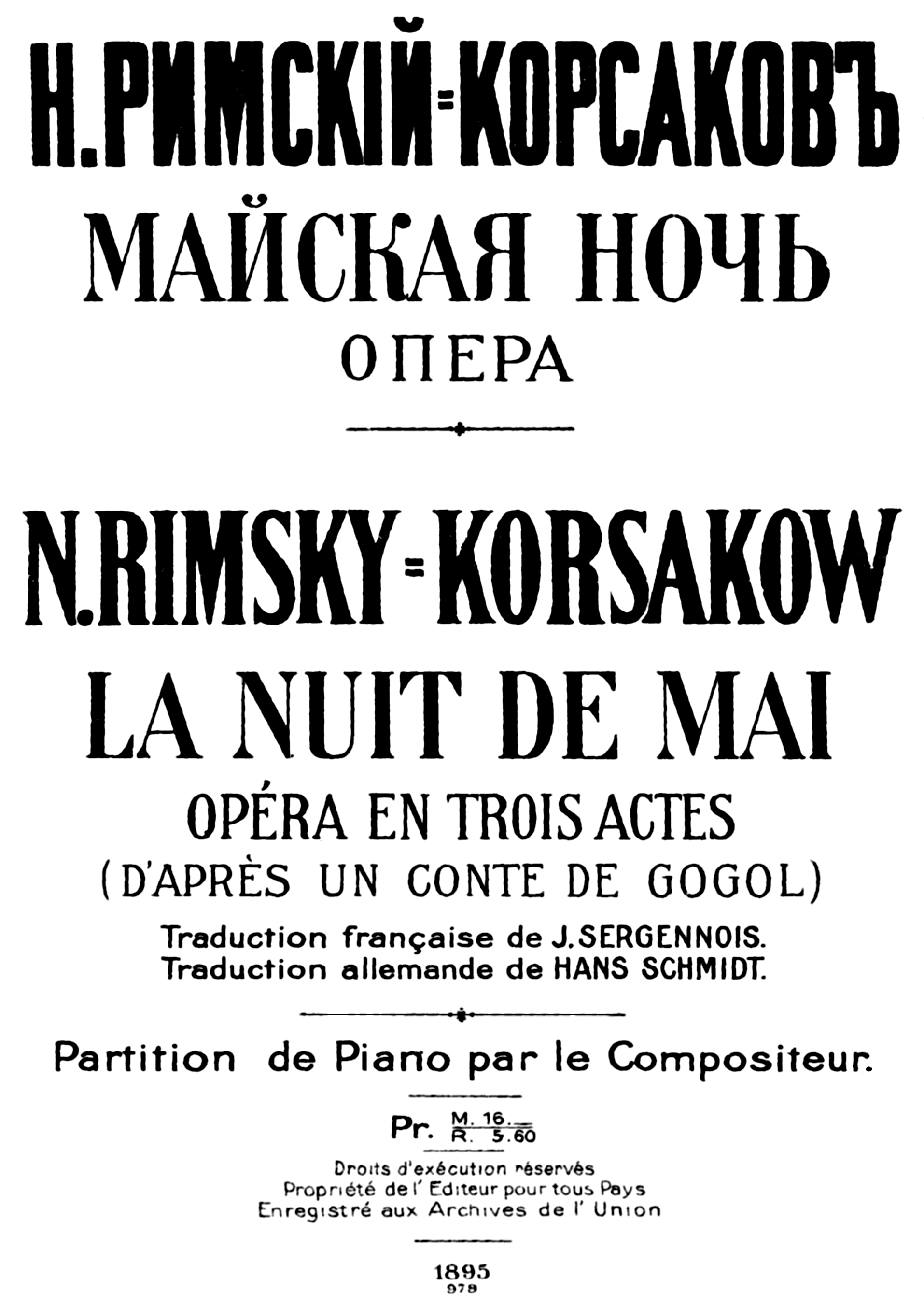
Nikolai Andrejewitsch Rimski-Korsakow – Die Mainacht – Titelblatt des Klavierauszugs von 1895

### Musiktheater
- 21. Januar: Am Mariinski-Theater in Sankt Petersburg wird die Oper Die Mainacht von Nikolai Andrejewitsch Rimski-Korsakow uraufgeführt.
- 31. Januar: Die Uraufführung des phantastischen Dramas Elda von Alfredo Catalani findet am Teatro Regio in Turin statt.
- 21. Februar: Die Operette Donna Juanita von Franz von Suppè wird am Carltheater in Wien uraufgeführt. Das Libretto stammt von Camillo Walzel und Richard Genée.
- 01. Oktober: Am Theater an der Wien in Wien wird die Operette Das Spitzentuch der Königin von Johann Strauss (Sohn) nach einem Libretto von Heinrich Bohrmann-Riegen und Richard Genée uraufgeführt.
- 27. November: Die Operette Die Carbonari von Carl Zeller wird am Carltheater in Wien uraufgeführt.
- 30. November: Die Uraufführung der Oper Névtelen hősök (Anonyme Helden) von Ferenc Erkel findet in Budapest statt.
- 12. Dezember: Die Uraufführung der Oper Don Rodrigue von Georges Bizet erfolgt in Paris.
- 18. Dezember: Am Theater an der Wien in Wien wird die Operette Apajune, der Wassermann von Karl Millöcker uraufgeführt. Auch dieses Libretto stammt von Richard Genée und Camillo Walzel.

Weitere Uraufführungen
- Arthur Sullivan: The Martyr of Antioch (Sacred Musical Drama, geistl. musikalisches Drama)
- Richard Genée: Nisida (Operette)
- Giovanni Bottesini: La Regina del Nepal (Oper) in Turin
- Léo Delibes: Nivelle (Oper)

## Geboren

### Januar bis Juni
- 05. Januar: Nikolai Karlowitsch Medtner, russischer Komponist († 1951)

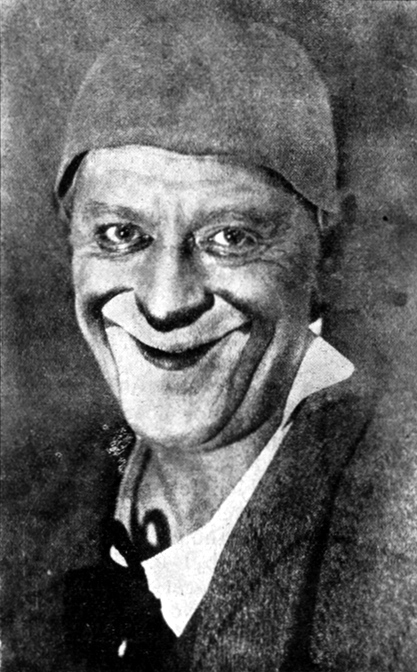
Grock; * 10. Januar

- 10. Januar: Adrian Wettach, bekannt als Grock, Schweizer Musikclown († 1959)
- 15. Januar: Rita Sacchetto, deutsche Tänzerin und Schauspielerin († 1959)
- 18. Januar: Robert Pollack, österreichischer Geiger und Musikpädagoge († 1962)
- 20. Januar: Rudolf Bernauer, österreichischer Operetten-Librettist und Theaterdirektor († 1953)
- 31. Januar: Anton Arnold, österreichischer Opernsänger († 1954)

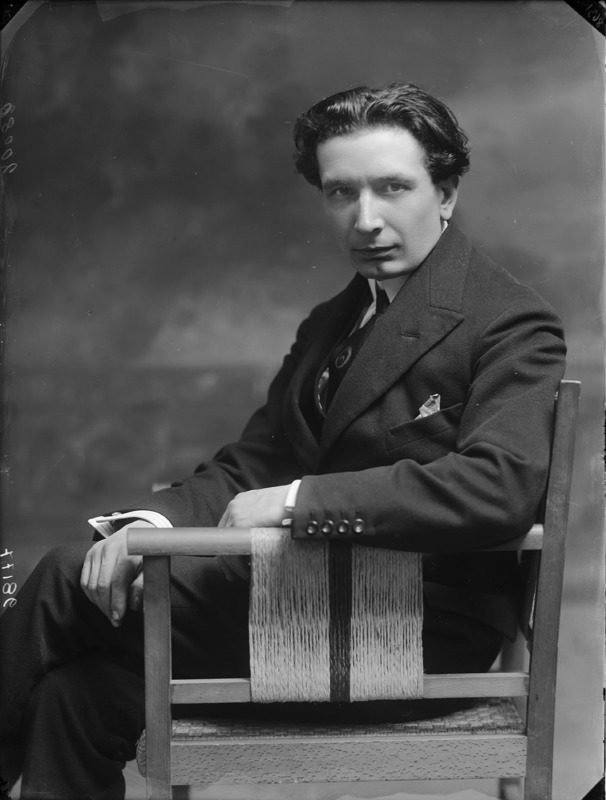
Antonio Guarnieri; * 1. Februar

- 01. Februar: Antonio Guarnieri, italienischer Dirigent, Violoncellist und Komponist († 1952)
- 03. Februar: Félix Fourdrain, französischer Komponist, Organist und Musikpädagoge († 1923)
- 04. Februar: Klyment Kwitka, ukrainischer Musikwissenschaftler († 1953)
- 14. Februar: Maria Labia, italienische Opernsängerin († 1953)
- 17. Februar: Gregor Franz Hradetzky, österreichischer Orgelbauer († 1942)
- 18. Februar: Eric DeLamarter, US-amerikanischer Komponist († 1953)
- 19. Februar: Arthur Shepherd, US-amerikanischer Komponist († 1958)
- 01. März: Albert Alain, französischer Organist und Komponist († 1971)
- 04. März: Channing Pollock, US-amerikanischer Dramatiker, Drehbuchautor, Theaterkritiker und Komponist († 1946)
- 14. März: Michael Taube, israelischer Pianist, Dirigent und Komponist polnischer Herkunft († 1972)
- 17. März: Guillermo Uribe Holguín, kolumbianischer Komponist († 1971)
- 20. März: Franz Joseph Moser, österreichischer Musiker und Komponist († 1939)
- 30. März: Marix Loevensohn, belgischer Cellist und Musikpädagoge († 1943)
- 07. April: Fritz Grünbaum, tschechischer Kabarettist, Operetten- und Schlagerautor († 1941)
- 12. April: Hildegard Stolle, deutsche Konzertsängerin, Pianistin und Gesangspädagogin († 1936)
- 17. April: Anton Knüppel, deutscher Organist, Kirchenmusiker und Komponist († 1940)
- 22. April: Guido Schützendorf, deutscher Opernsänger und Schauspieler († 1967)
- 23. April: Michel Fokine, russischer Choreograf und Gründer des modernen Balletts († 1942)
- 29. April: Adolf Chybiński, polnischer Musikwissenschaftler und -pädagoge († 1952)
- 01. Mai: J. O. LaMadeleine, kanadischer Fiddlespieler († 1973)
- 06. Mai: Maximilian Josef Auer, österreichischer Musikwissenschaftler († 1962)
- 07. Mai: Karl Bleyle, österreichischer Musiker und Komponist († 1969)
- 09. Mai: Otto Kunz, österreichischer Kulturjournalist und Bibliothekar († 1949)
- 09. Mai: Mihkel Lüdig, estnischer Komponist († 1958)
- 23. Mai: Gustav Mäurer, deutscher Violinist und Komponist († 1968)
- 17. Mai: Pascual de Rogatis, argentinischer Komponist († 1980)
- 04. Juni: May Beatty, neuseeländische Sängerin und Schauspielerin († 1945)
- 15. Juni: Blind Alfred Reed, US-amerikanischer Country-Musiker († 1956)
- 25. Juni: Felix Swinstead, englischer Pianist, Komponist und Musikpädagoge († 1959)

### Juli bis Dezember
- 01. Juli: Joseph-Ermend Bonnal, französischer Komponist, Organist und Musikpädagoge († 1944)
- 08. Juli: Vito Raeli, italienischer Musikwissenschaftler und Musikschriftsteller († 1970)
- 22. Juli: Aurelio Barrios y Morales, mexikanischer Komponist, Organist, Pianist und Musikpädagoge († 1943)

Ernest Bloch; * 24. Juli

- 24. Juli: Ernest Bloch, US-amerikanischer Komponist († 1959)
- 25. Juli: Robert Büssel, deutscher Opernsänger († 1953)
- 26. Juli: Bror Abelli, schwedischer Regisseur, Schauspieler, Sänger, Schriftsteller und Kinobesitzer († 1962)
- 31. Juli: Manuel Penella, spanischer Komponist († 1939)
- 10. August: Clarence Cameron White, US-amerikanischer Komponist († 1960)
- 17. August: Leo Ascher, österreichischer Komponist und Jurist († 1942)

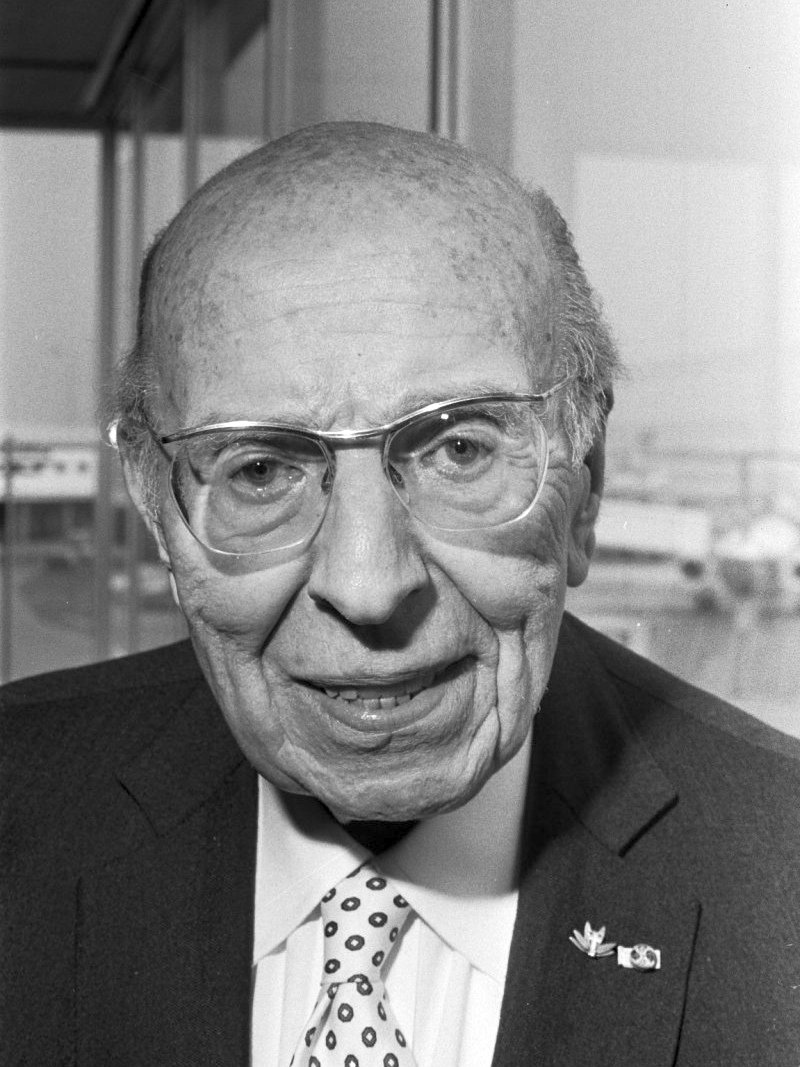
Robert Stolz; * 25. August

- 25. August: Robert Stolz, österreichischer Komponist und Dirigent († 1975)
- 27. August: Édouard Flament, französischer Komponist († 1958)
- 11. September: Felix Knubben, deutscher Kirchenmusiker und Komponist († 1934)
- 17. September: Désiré-Émile Inghelbrecht, französischer Dirigent und Komponist († 1965)
- 19. September: Zequinha de Abreu, brasilianischer Komponist und Instrumentalist († 1935)
- 20. September: Ildebrando Pizzetti, italienischer Komponist († 1968)
- 27. September: Jacques Thibaud, französischer Violinist († 1953)
- 28. September: Stanko Premrl, slowenischer Komponist († 1965)
- 01. Oktober: Heinrich Frantzen, deutscher Komponist († 1953)
- 02. Oktober: Max Starkmann, österreichischer Violinist und Bratschist († 1942)
- 08. Oktober: Clemens Schmalstich, deutscher Komponist und Dirigent († 1960)
- 12. Oktober: Healey Willan, kanadischer Komponist, Organist, Chorleiter und Musikpädagoge († 1968)
- 13. Oktober: Hermann von Hase, deutscher Verleger und Buchhändler († 1945)
- 22. Oktober: Patápio Silva, brasilianischer Flötist und Komponist († 1907)
- 24. Oktober: Juliusz Wertheim, polnischer Pianist, Komponist, Dirigent und Hochschullehrer († 1928)
- 02. November: John Foulds, englischer Komponist († 1939)
- 09. November: Rudolf Karel, tschechischer Komponist († 1945)
- 30. November: Arthur Laurendeau, kanadischer Sänger, Chorleiter und Musikpädagoge († 1963)
- 06. Dezember: Jane Morgan, US-amerikanische Schauspielerin, Sängerin und Musikerin walisischer Abstimmung († 1972)
- 06. Dezember: Emanuel Ondříček, tschechischer Geiger, Musikpädagoge und Komponist († 1958)
- 09. Dezember: Franz Krüger, deutscher Musiker († 1940)
- 11. Dezember: Heinrich Laber, deutscher Dirigent und Kapellmeister († 1950)
- 14. Dezember: Bruno Barilli, italienischer Komponist, Journalist und Schriftsteller († 1952)
- 16. Dezember: Lisa Weise, deutsche Schauspielerin und Sängerin († 1951)
- 27. Dezember: Paul Krause, deutscher Komponist und Organist († 1946)
- 28. Dezember: Janko Binenbaum, türkischer Komponist († 1956)
- 29. Dezember: Julien-Fernand Vaubourgoin, französischer Organist, Komponist und Musikpädagoge († 1952)
- 30. Dezember: Alfred Einstein, deutscher Musikwissenschaftler und Musikkritiker († 1952)

### Genaues Geburtsdatum unbekannt
- Emmerich Schwach, rumäniendeutscher Komponist, Geiger, Dirigent und Chorleiter († 1959)
- Ñico Lora, dominikanischer Musiker und Komponist († 1971)

### Geboren vor 1880
- Josep Abarcat i Sebastià, katalanischer Pianist, Komponist und Musikpädagoge († 1919)

## Gestorben

### Todesdatum gesichert
- 15. Januar: Marc André Souchay, deutscher Kaufmann, Klavierlehrer und Musikkritiker (* 1824)
- 08. Februar: Antonio Angelèri, italienischer Pianist und Musikpädagoge (* 1801)
- 20. März: Joaquim Calado, brasilianischer Flötist und Komponist (* 1848)
- 23. März: Gustaf Adolf Mankell, schwedischer Organist und Komponist (* 1812)
- 29. März: Jacob Axel Josephson, schwedischer Komponist (* 1818)
- 31. März: Henryk Wieniawski, polnischer Violinist und Komponist (* 1835)
- 09. Mai: Hermann Berens, deutscher Pianist und Komponist (* 1826)
- 10. Mai: John Goss, englischer Organist und Komponist (* 1800)
- 06. Juli: Félix Bovie, belgischer Landschaftsmaler und Chansonnier antiklerikaler Lieder (* 1812)
- 23. Juli: Anna Caroline de Belleville, deutsche Pianistin und Komponistin (* 1806)
- 16. August: Ernst Ferdinand Wenzel, deutscher Pianist, Klavierpädagoge und Musikschriftsteller (* 1808)
- 03. September: Wilhelm Westmeyer, deutscher Komponist und Pianist (* 1829)

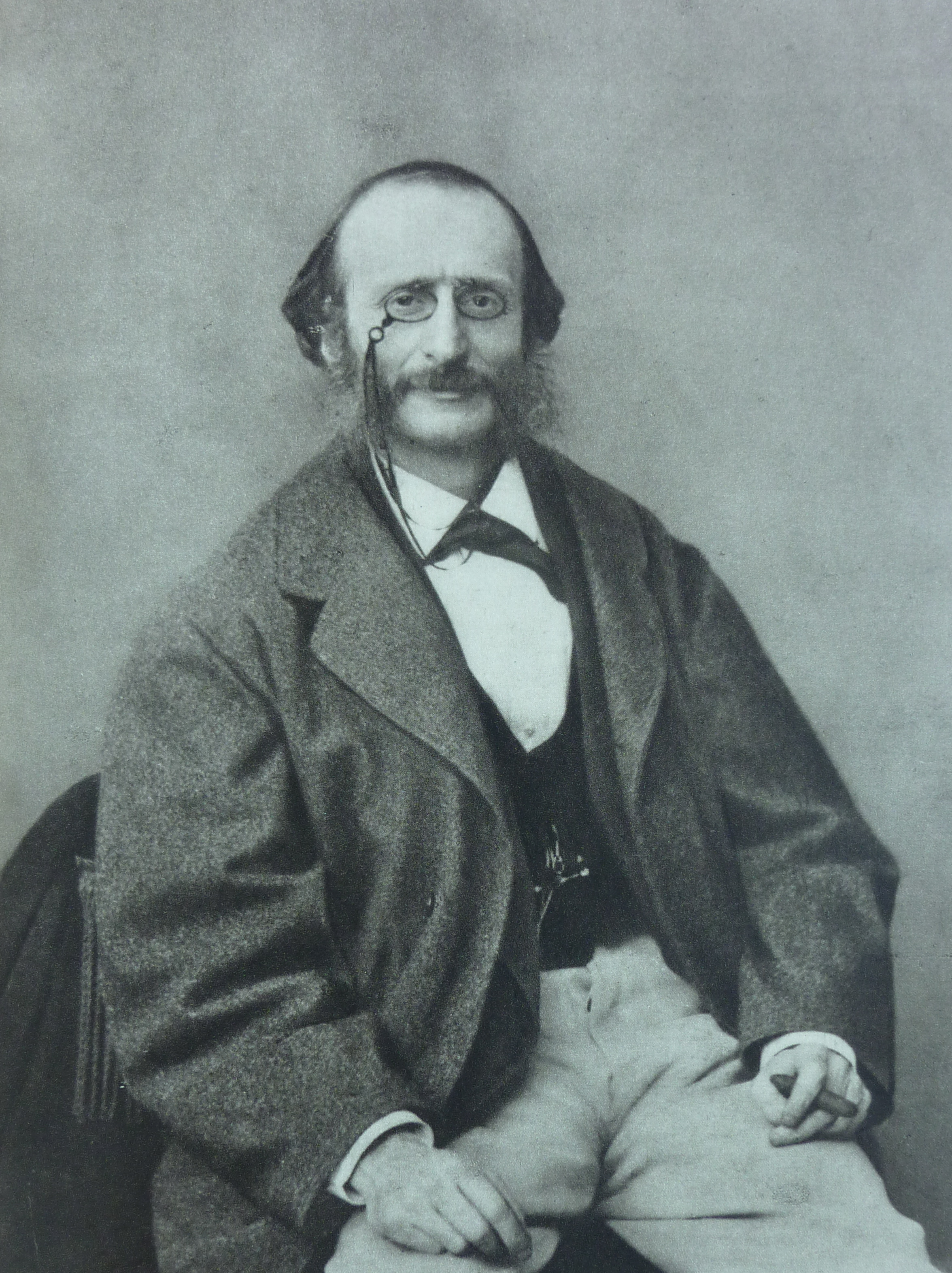
Jacques Offenbach; † 5. Oktober

- 05. Oktober: Jacques Offenbach, deutsch-französischer Komponist (* 1819)
- 16. Oktober: Edouard Wolff, polnischer Pianist und Komponist (* 1816)
- 08. November: Andreas Peter Berggreen, dänischer Komponist (* 1801)
- 24. November: Napoléon-Henri Reber, französischer Komponist (* 1807)
- 27. November: William Saurin Lyster, australischer Opernimpresario (* 1828)
- 02. Dezember: Claudio S. Grafulla, spanischstämmiger US-amerikanischer Komponist, Arrangeur und Dirigent (* 1812)
- 27. Dezember: Alessandro Nini, italienischer Komponist (* 1805)

### Genaues Todesdatum unbekannt
- Scipion Rousselot, französischer Violoncellist und Komponist (* 1804)